# Villers-Franqueux
Villers-Franqueux är en kommun i departementet Marne i regionen Grand Est (tidigare regionen Champagne-Ardenne) i nordöstra Frankrike. Kommunen ligger i kantonen Bourgogne som tillhör arrondissementet Reims. År 2022 hade Villers-Franqueux 299 invånare.

## Befolkningsutveckling
Antalet invånare i kommunen Villers-Franqueux
| Referens: INSEE |